# 横幅式广告
横幅式广告（web banner、banner ad）又称旗帜广告，通常横向出现在网页中，最常见的尺寸是468×60和468×80，目前還有728x90大尺寸型。是网络广告比较早出现的一种广告形式。以往以jpg或者gif格式为主，伴随網際網路的发展，swf格式的旗帜广告也比较常见了。

## 歷史

這個非营利性在线百科全书维基百科的横幅式广告被用于宣传网站使用者社群。

在线广告的先驱是Prodigy，這是一家由IBM和Sears当时所拥有的公司。Prodigy在20世纪80年代首次使用在线广告推广Sears产品。

## 外部連結
- Render y Diseño Creativo | Logos 3d | Banners | Infoarquitectura | Películas 3D | Motion